# 파이어 아마존
파이어 아마존(Fire On The Amazon)은 미국에서 제작된 루이스 로사 감독의 1993년 액션, 모험, 드라마 영화이다. 산드라 블록 등이 주연으로 출연하였고 루이스 로사 등이 제작에 참여하였다.

## 출연

### 주연
- 산드라 블록
- 주디스 채프먼
- 주안 페르난데즈
- 크레이그 셰퍼

## 제작진
- Ass-PD: 스티븐 라비너